# Fichtenspecht
Der Fichtenspecht (Picoides dorsalis) ist eine Vogelart aus der Familie der Spechte (Picidae). Das Verbreitungsgebiet dieser recht kleinen Spechtart umfasst große Teile des nördlichen Nordamerikas. Die Art bewohnt den Borealen Nadelwald und hier vor allem alte Fichtenwälder mit viel Totholz. Sie zeigt jedoch außerdem eine sehr starke Präferenz für frische Brandflächen. Die überwiegend an toten Bäumen gesuchte Nahrung besteht vorwiegend aus holzbewohnenden Käfern und deren Larven, die Tiere nutzen außerdem Baumsäfte an Saftflüssen. Die Art ist insgesamt nicht häufig, sie wird von der IUCN jedoch als ungefährdet („least concern“) eingestuft.

## Merkmale
Fichtenspechte sind recht kleine Spechte mit recht langem, meißelförmig zugespitztem und an der Basis sehr breitem Schnabel. Der Schnabelfirst ist gerade. Wie Dreizehenspecht und Schwarzrückenspecht hat die Art nur drei Zehen je Fuß. Die Körperlänge beträgt etwa 22 cm. Vögel der Unterart P. d. fasciatus wiegen 47–65 g; sie sind damit etwas kleiner und leichter als ein Buntspecht. Die Art zeigt wie die meisten Spechtarten einen deutlichen Geschlechtsdimorphismus bezüglich der Färbung, Männchen sind außerdem etwas größer und um je nach Unterart 8 bis 11 % schwerer als Weibchen.
Bei Vögeln der Nominatform sind der mittlere obere Rücken (Mantel), der mittlere und untere Rücken sowie die innersten Schulterfedern weiß mit undeutlicher schwarzer Bänderung oder Strichelung. Die Seiten des oberen Rückens, die übrigen Schulterfedern, die Oberflügeldecken und die Oberschwanzdecken sind düster braunschwarz. Die Schwingen zeigen auf bräunlich schwarzem Grund weiße Flecken unterschiedlicher Größe, die auf den Innenfahnen am größten sind und deutliche weiße Bänder auf den Schwingen bilden. Die Schwanzoberseite ist schwarz, die äußeren drei Steuerfederpaare sind von innen nach außen zunehmend weiß. Die Halsseiten sind schwarz, diese Schwarzfärbung wird auf den Brustseiten und den Bauchseiten unregelmäßig und läuft dort in dunklen Strichen aus. Die Kehle und der gesamte übrige Rumpf sind weiß, im frischen Gefieder mit einem leichten rötlich cremefarbenen Ton. Die Flanken und die Unterschwanzdecken sind auf diesem Grund deutlich schwarz und leicht pfeilspitzenartig gebändert. Die Schwingen sind unterseits grau und weiß gebändert, die Schwanzunterseite ist wie die Oberseite gefärbt. 
Der Schnabel ist aschgrau, an der Spitze dunkler und an der Basis des Unterschnabels aufgehellt. Beine und Zehen sind aschgrau. Die Iris ist tief dunkelrot oder braunrot.

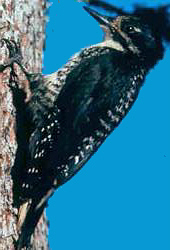
Weiblicher Fichtenspecht

Beim Männchen ist die Stirn schwarz mit weißen Flecken. Der mittlere Oberkopf ist messinggelb oder blass zitronengelb, meist mit einzelnen schwarzen oder weißen Federbasen durchsetzt. Der übrige Kopf und der Hals sind überwiegend einfarbig glänzend schwarz. Hinter dem Auge beginnt ein schmaler weißer Überaugenstreif, der nach hinten breiter wird und über die hinteren Halsseiten bis zum oberen Rücken verläuft. Ein zweites weißes Band verläuft von der Schnabelbasis bis zu den vorderen Halsseiten, so dass der Bartstreif wieder scharf abgesetzt schwarz ist. Beim Weibchen fehlt die gelbe Oberkopfzeichnung, der Kopf ist in diesem Bereich wie die Stirn einfarbig schwarz mit weißen Flecken und Stricheln.

## Lautäußerungen
Für die Art ist eine Reihe von Rufen bekannt, unter anderem ein einzelnes hohes „Kip“, das bei Bedrohung gereiht wird: kurze, rasselnde Rufe wie „kri-kri-kri“ und bei innerartlichen Begegnungen geäußerte Serien von „twuit“-Lauten. Der Bettelruf der Jungvögel ist ein andauerndes Zirpen. Beide Geschlechter trommeln, der Trommelwirbel wird am Ende schneller.

## Verbreitung

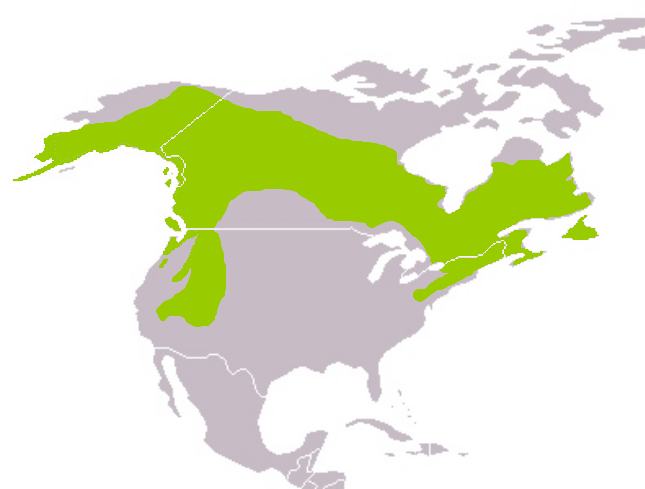
Verbreitungsgebiet des Fichtenspechtes

Das Verbreitungsgebiet des Fichtenspechts umfasst große Teile des nördlichen Nordamerikas. Es reicht quer über den nordamerikanischen Kontinent von Neufundland bis Westkanada und Alaska und erstreckt sich außerdem über die Rocky Mountains nach Süden bis Arizona und New Mexico. Die Größe des Verbreitungsgebietes wird auf etwa 7,9 Mio km² geschätzt.

## Systematik
Neben der Nominatform werden noch zwei weitere Unterarten anerkannt:
- Picoides dorsalis dorsalis Baird, 1858; Rocky Mountains von Montana nach Süden bis Arizona und New Mexico.

- Picoides dorsalis bacatus Bangs, 1900; größter Teil des Verbreitungsgebietes, von Alberta nach Osten bis Labrador und Neufundland, nach Süden bis Minnesota und New York. Kleinste und dunkelste Unterart. Der gesamte Rücken ist fast schwarz mit nur wenigen weißen Binden oder Flecken, die Rumpfunterseite ist kräftiger dunkel gebändert als bei der Nominatform, die weißen Kopfzeichnungen sind deutlich schmaler und der Überaugenstreif ist unterbrochen oder fehlt sogar ganz.

- Picoides dorsalis fasciatus Baird, 1870; Nordwesten Nordamerikas von Alaska und Yukon nach Süden bis Oregon. Kleiner als Nominatform, die Färbung ist intermediär zwischen den beiden vorgenannten Unterarten. Der Rücken ist kräftig dunkel quergebändert, die weißen Kopfzeichnungen sind schmaler als bei der Nominatform.

Die drei Unterarten wurden früher als Unterarten des sehr ähnlichen eurasischen Dreizehenspechtes betrachtet. Bei einer molekulargenetischen Untersuchung der mitochondrialen DNA wurden jedoch festgestellt, dass die eurasischen und die nordamerikanischen Unterarten jeweils deutlich voneinander abgegrenzte monophyletische Gruppen bilden und die genetische Distanz ausreichend groß ist, um beiden Gruppen Artstatus zu verleihen. Die nordamerikanischen Unterarten wurden daher als eigene Art Picoides dorsalis vom Dreizehenspecht abgetrennt.

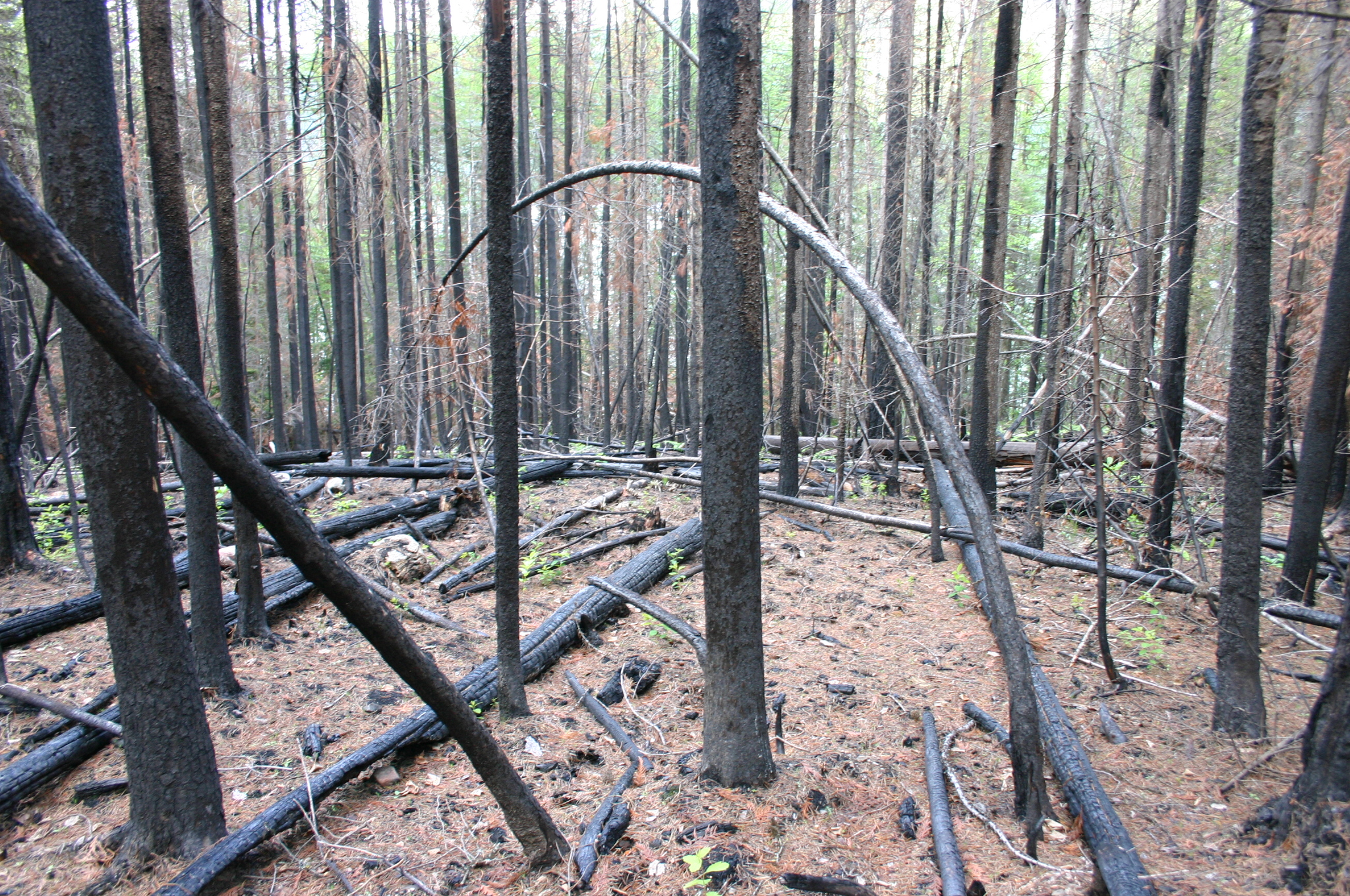
Frische Brandflächen, wie hier im Glacier-Nationalpark in Montana, sind ein bevorzugter Lebensraum des Fichtenspechts

## Lebensraum
Die Art bewohnt den Borealen Nadelwald und hier vor allem alte Fichtenwälder mit viel Totholz. Höchste Dichten zeigt der Fichtenspecht jedoch auf frischen Waldbrandflächen mit zahlreichen durch den Brand frisch abgestorbenen Bäumen. Dort kommt es zu Massenvermehrungen holzbewohnender Käfer, die die Hauptnahrung des Fichtenspechts bilden; außerdem bieten sie zahlreiche Bäume für den Höhlenbau. Zumindest in den nördlichen Rocky Mountains ist die Art offenbar sogar weitgehend auf solche Brandflächen beschränkt, einige Jahre nach dem Brandereignis nimmt die Siedlungsdichte auf diesen Flächen wieder deutlich ab.

## Ernährung
Die Nahrung wird überwiegend an Stämmen und größeren Ästen toter Bäume hackend und hämmernd erlangt, nur selten durch Stochern oder Ablesen. Die Tiere hacken dabei Löcher in das Holz und entfernen vor allem mit seitlichen Hieben Rinde, häufig wird dabei ein Baum über mehrere Tage besucht und dann völlig entrindet.
Die Nahrung besteht vorwiegend aus holzbewohnenden Käfern und deren Larven, daraus besteht auch in erster Linie die Nestlingsnahrung. Weniger häufig fressen Fichtenspechte Ameisenlarven und -imagines oder Spinnen. Die Art ist ein Hauptfeind von Käfern, die in Forsten bei Massenvermehrungen Schäden verursachen können, z. B. des Borkenkäfers Dendroctonus obesus. Fichtenspechte nutzen außerdem Baumsäfte an Saftflüssen; andere pflanzliche Nahrung wie Beeren und Fichtensamen wird nur gelegentlich aufgenommen.

## Fortpflanzung
Fichtenspechte brüten in Einzelpaaren. Die Balz beginnt zögernd Mitte März, der Balzhöhepunkt wird von Mitte April bis Mitte Mai erreicht. Die Höhlen werden meist in noch intakten Stämmen toter Nadelbäume angelegt, seltener in abgebrochenen Stämmen oder in stammfaulen lebenden Koniferen und nur gelegentlich in Laubbaumstämmen. Die Höhlen befanden sich bei zwei Untersuchungen im Mittel in 5,2 bzw. 7,7 m Höhe. Beide Geschlechter beteiligen sich am Höhlenbau. Gelege wurden zwischen dem 18. Mai und dem 16. Juni gefunden; sie umfassen drei bis sieben, meist vier Eier, die von beiden Partnern 12 bis 14 Tage lang bebrütet werden. Die Nestlinge werden von beiden Eltern gefüttert. Angaben zur Dauer der Nestlingszeit liegen nicht vor, ebenso wenig gibt es Daten zum Zeitraum der Abhängigkeit von den Eltern noch dem Ausfliegen.

## Bestand und Gefährdung
Die Art gilt nicht als häufig, der Weltbestand wird auf etwa 800.000 Individuen geschätzt. Gesicherte Angaben über Bestandstrends liegen nicht vor, die starke Intensivierung der forstlichen Nutzung der Wälder und die damit verbundene Unterdrückung von Bränden sowie die Entfernung von Totholz haben jedoch wahrscheinlich zu einer Bestandsabnahme geführt. Insgesamt wird die Art aufgrund des großen Verbreitungsgebietes und des großen Bestandes von der IUCN aber noch als ungefährdet (“least concern”) eingestuft.